# 川西倉庫
川西倉庫株式会社（かわにしそうこ、英文表記:Kawanishi Warehouse Co, Ltd.）は、旧川西財閥系の中堅倉庫会社（ただし、現在は物流関連業務も行っている）。

## 沿革
- 1903年（明治36年）6月 - 川西清兵衛個人事業として神戸市川崎町(現神戸市兵庫区）で倉庫業を開始。
- 1918年（大正7年）7月 - 倉庫業、貨物運送業を目的として神戸市川崎町に川西商事株式会社を設立。
- 1921年（大正10年）6月 - 商号を川西倉庫株式会社に変更。
- 1924年（大正13年）2月 - 大阪市西区に大阪出張所を設置。(1941年（昭和16年）7月支店に昇格)
- 1925年（大正14年）2月 - 名古屋市中区に名古屋出張所を設置。(1941年（昭和16年）7月支店に昇格)
- 1928年（昭和3年）3月 - 横浜市中区に横浜出張所を設置。(1941年（昭和16年）7月支店に昇格)
- 1931年（昭和6年）4月 - 神戸市新港町(現神戸市中央区)で冷蔵倉庫の営業開始。
- 1941年（昭和16年）〜1943年（昭和18年） - 戦時統制令に基づき港湾運送業の大部分を各地区港運会社に譲渡。
- 1944年（昭和19年）9月 - 日本倉庫統制株式会社に普通倉庫業を譲渡。
- 1945年（昭和20年）12月 - 日本倉庫統制株式会社の解散により、普通倉庫業を再開。名古屋市中村区に名古屋支店、大阪市西区に大阪出張所、横浜市中区に京浜事務所を設置。
- 1946年（昭和21年）10月 - GHQより米軍の輸送用凍氷生産設備の拡張が要求され、甲子園製氷冷蔵株式会社を設立。(現・連結子会社)
- 1948年（昭和23年）6月 - 名古屋地区での運送および倉庫荷役業務を委託するため、名古屋運輸作業株式会社を設立。(現・連結子会社)
- 1949年（昭和24年）3月 - 戦時統制令に基づき設立された各地区港運会社の解散により、港湾運送業を再開。
- 1951年（昭和26年）7月 - 大阪出張所を支店に昇格。
- 1952年（昭和27年）3月 - 京浜事務所を支店に昇格。
- 1952年（昭和27年）4月 - 名古屋港での輸出入港湾運送業務を強化するため旭運輸株式会社を設立。
- 1955年（昭和30年）3月 - 神戸市兵庫区に神戸支店を設置。
- 1956年（昭和31年）6月 - 甲子園製氷冷蔵株式会社の株式99.6％取得。
- 1973年（昭和48年）10月 - 甲子園製氷冷蔵株式会社の商号を川西甲子園冷蔵株式会社に変更。
- 1974年（昭和49年）1月 - 神戸支店と大阪支店を統合し阪神支店と改称
- 1979年（昭和54年）6月 - 名古屋運輸作業株式会社の商号を株式会社メイサクに変更。(現・連結子会社)
- 1981年（昭和56年）10月 - 自動車運送取扱業を開始。
- 1982年（昭和57年）10月 - 神戸港での港湾運送業務を行うため、関係会社の大和運輸作業株式会社と阪神港運株式会社を合併し、川西港運株式会社を設立。(現・連結子会社)
- 1983年（昭和58年）1月 - 阪神地区での内陸倉庫の荷役および倉庫業に付随する業務を行うため、川西ファインサービス株式会社を設立。(現・連結子会社)
- 1986年（昭和61年）1月 - 物流の多様化・国際化にむけ国際部を東京都中央区に設置。
- 1987年（昭和62年）4月 - 香港に駐在員事務所を設置。
- 1988年（昭和63年）5月 - 香港に現地法人川西倉儲運輸(香港)有限公司を設立。
- 1989年（平成元年）4月 - タイ・バンコクに現地法人泰国川西株式会社を設立。(現・連結子会社)
- 1990年（平成2年）8月 - シンガポールに現地法人川西ロジスティックス(シンガポール)有限公司を設立（現・連結子会社）
- 1994年（平成6年）10月 - 大阪証券取引所市場第二部(特別指定銘柄)に株式を上場。
- 1996年（平成8年）1月 - 大阪証券取引所市場第二部に指定。
- 1998年（平成10年）4月 - 阪神支店を神戸支店と大阪支店に分割。
- 2000年（平成12年）4月 - 冷蔵支店を廃止し神戸支店と大阪支店に統合。
- 2004年（平成16年）5月 - 旭運輸株式会社の株式の一部を譲渡したことにより持分法適用の対象外となる。
- 2005年（平成17年）4月 - 川西甲子園冷蔵株式会社を合併したことにより連結の対象外となる。
- 2010年（平成22年）3月 - 川西倉儲運輸(香港)有限公司の清算手続を開始し営業活動を停止したことにより連結の対象外となる。
- 2011年（平成23年）4月 - 神戸支店と大阪支店を統合し阪神支店と改称。
- 2013年（平成25年）7月 - 大阪証券取引所と東京証券取引所の現物株市場統合に伴い、東京証券取引所市場第二部に上場。
- 2017年（平成29年）6月 - 東京証券取引所市場第一部に指定替え。
- 2018年（平成30年）- ㈱マルカ陸運を連結子会社化。
- 2019年（平成31年）- 埼玉県北葛飾郡杉戸町に倉庫新設。
- 2020年（令和2年）- 山形県上山市金谷字に倉庫新設。
- 2021年（令和3年）- 神奈川県横浜市に倉庫新設。